# Ulysses Tholus
L'Ulysses Tholus è una struttura geologica della superficie di Marte.